# Las Joyitas, Colima
Las Joyitas är en ort i Mexiko.   Den ligger i kommunen Villa de Álvarez och delstaten Colima, i den södra delen av landet, 500 km väster om huvudstaden Mexico City. Las Joyitas ligger 863 meter över havet och antalet invånare är 187.
Terrängen runt Las Joyitas är lite bergig. Runt Las Joyitas är det ganska tätbefolkat, med 108 invånare per kvadratkilometer. Närmaste större samhälle är Colima, 10,3 km sydväst om Las Joyitas. Trakten runt Las Joyitas består till största delen av jordbruksmark.